# Riacho Fundo
Riacho Fundo est une région administrative du District fédéral au Brésil.